# Zoumolampis bradleyi
Zoumolampis bradleyi är en insektsart som först beskrevs av Rehn, J.A.G. 1929.  Zoumolampis bradleyi ingår i släktet Zoumolampis och familjen Romaleidae. Inga underarter finns listade i Catalogue of Life.